# Overhead (badminton)
Pour les articles homonymes, voir Overhead.
L'overhead, aussi appelé refus de revers, est un coup de badminton utilisé dans le cas où le joueur est dépassé par le volant, à côté de sa tête du côté revers afin de contourner celui-ci. Elle permet de dégager le volant (comme lors d'un lob), tout en évitant d'avoir à jouer en revers, puisque le revers est généralement moins bon que le coup droit.
Techniquement, le joueur passe son bras par-dessus sa tête, en se penchant de son côté revers, et donne un coup avec l'avant bras plus qu'avec le poignet (cependant indispensable pour parvenir à renvoyer le volant avec assez de puissance).
C'est un coup assez souvent utilisé par les joueuses de simple dames, mais utile dans les cinq tableaux de la discipline (simple homme et dame, double hommes et dames, mixte).

## Avantages et inconvénients
L'overhead est souvent préférable au revers lorsqu'on a le temps de le mettre en œuvre, car les possibilités d'effectuer un coup de qualité sont pour la très grande majorité des joueurs plus nombreuses en coup droit qu'en revers. Il est plus facile de mettre de la puissance pour dégager ou au contraire attaquer ; l'amorti, le slice ou le reverse slice sont plus aisés. Pour résumer, les joueurs sont presque tous plus à l'aise et efficaces en coup droit qu'en revers.

Cependant, ce coup est bien plus coûteux en énergie qu'un revers. En effet, cela nécessite de faire un mouvement du corps pour atteindre le volant, et souvent un saut pour se remettre dans l'axe du jeu, en faisant passer la jambe côté raquette devant la jambe opposée. Un revers au contraire, ne sollicite que le bras côté raquette, et la jambe côté raquette qui doit effectuer une fente avant de se remettre dans le sens du jeu. 